# 细柄柴胡
细柄柴胡（学名：Bupleurum gracilipes）是伞形科柴胡属的植物，是中国的特有植物。分布于中国大陆的四川等地，生长于海拔1,400米至1,700米的地区，多生长于林下和沟边阴处，目前已由人工引种栽培。